# 过程性知识
过程性知识（Procedural Knowledge）是關於「怎麼做」（How）的知識，即know-how。

## 定义
过程性知识是有关“怎么办”的知识，不能直接陈述，只能通过某种作业形式间接推测其存在。例如加减运算。

## 类型
- 智慧技能
  - 辨别
  - 具体概念
  - 定义性概念
  - 规则
  - 高级规则
- 认知策略
- 动作技能中的认知成分

## 心理过程
在学习过程性知识的第一个阶段，是习得过程性知识的陈述性形式，新知识进入原有的命题网络，与原有知识形成联系。第二阶段，经过各种变式练习，使贮存于命题网络中的陈述性知识转化为以产生式系统表征和贮存的程序性知识。第三阶段，过程性知识依据线索被提取出来，解决“怎么办”的问题。
与陈述性知识相比，过程性知识的习得速度较慢，但遗忘也较慢。